# Dasht Algheh
Dasht Algheh (persiska: دَشت حَلقِه, Dasht Ḩalqeh, دشت الغه) är en ort i Iran.   Den ligger i provinsen Golestan, i den norra delen av landet, 400 km öster om huvudstaden Teheran. Dasht Algheh ligger 62 meter över havet och antalet invånare är 700.
Terrängen runt Dasht Algheh är platt åt nordväst, men åt sydost är den kuperad.Runt Dasht Algheh är det ganska glesbefolkat, med 48 invånare per kvadratkilometer. Närmaste större samhälle är Gonbad-e Kāvūs, 10,8 km nordväst om Dasht Algheh. Trakten runt Dasht Algheh består till största delen av jordbruksmark.